# Pasma
Pásma je skupina domačih živali iste vrste, ki se po vedenjskih lastnostih, videzu in drugih značilnostih razlikujejo od drugih predstavnikov iste vrste. Pasma nastane tako, da človek izbere iz celotne populacije tiste živali, ki imajo zanj ugodne lastnosti, in jih križa med seboj. Te lastnosti se, kadar so dedne, prenašajo na potomce. Skozi generacije se s selektivnim parjenjem izloča živali z genskimi napakami ali drugimi neželenimi lastnostmi in ustvari skupina živali, ki se bolj ali manj jasno loči od ostalih predstavnikov iste vrste. Predstavnike pasme rejci parijo med seboj, s čimer nastanejo čistokrvni potomci. Pri tem je pomembno, da osnovo za pasmo predstavlja več nesorodnih živali, saj se s parjenjem v sorodstvu poveča možnost za genske napake, kar v skrajnem primeru vodi do propada pasme. Opisu zaželenih lastnosti pasme pravimo pasemski standard, določajo ga organizacije rejcev.
Tudi pri kulturnih in okrasnih rastlinah s selektivnim križanjem vzgajajo rastline z želenimi lastnostmi, vendar se v botaniki takšnim skupinam pravi kultivar in varieteta.